# Montsûrs (Montsûrs)
Montsûrs korábbi község Franciaország Loire mente régiójában, Maine-et-Loire megyében. Lakosainak száma 1961 fő (2018. január 1.). Montsûrs Saint-Ouën-des-Vallons, Brée, La Chapelle-Rainsouin, Gesnes, Saint-Céneré és Saint-Christophe-du-Luat községekkel határos.
2017. január 1-jén Saint-Céneré korábbi községgel egyesült és a rövid életű Montsûrs-Saint-Céneré új község része lett. Montsûrs-Saint-Céneré 2019. január 1-jén három másik községgel együtt beolvadt az akkor létrejött (azonos nevű) Montsûrs új községbe.

## Népesség
A település népességének változása:
| Lakosok száma | 2013 | 2035 | 2569 | 1996 | 1961 |
|               | 2013 | 2015 | 2016 | 2017 | 2018 |